# Eat Static
Eat Static est un groupe britannique d'electronica, originaire de Frome, Somerset, en Angleterre.

## Histoire
Merv Pepler et Joie Hinton se rencontrent en tant que batteur et claviériste (respectivement) d'Ozric Tentacles, un groupe de rock psychédélique de longue date originaire du Somerset. Bien qu'Ozric Tentacles a incorporé des éléments de musique électronique, Pepler et Hinton sont attirés par la musique de danse orientée vers les raves. En 1988, ils collaborent à un projet sous le nom de Wooden Baby qui faisait allusion aux premiers sons rave et acid house ainsi qu'à de nombreux autres styles, et en 1990, le projet avait évolué pour devenir Eat Static, comme l'explique Pepler : « Nous étions dans Ozrics en train de faire toute cette musique techniquement impressionnante et bizarre avec des timings fous, et nous nous y sommes vraiment impliqués, et cette expérience qui est devenue Eat Static était une bonne excuse pour ignorer tout cela, sortir les synthés, et être aussi débiles que possible ! ». Le duo tourne en parallèle avec Ozric Tentacles pendant plusieurs années jusqu'en 1994, quand ils quittent le groupe pour poursuivre Eat Static à plein temps. Pepler et Hinton sont souvent rejoints en studio par Steve Everitt, le troisième membre d'Eat Static. Pepler apparaît sur l'album The Floor's Too Far Away d'Ozric Tentacles en 2006, jouant des percussions sur le morceau Armchair Journey. 

## Discographie partielle

### Album in studio
- 1992 : Prepare Your Spirit (Alien Records, réédité sur Mesmobeat Records en 2000)
- 1993 : Abduction (Planet Dog Records)
- 1994 : Implant (Planet Dog Records 1994)
- 1997 : Science of the Gods (Planet Dog Records 1997)
- 2000 : Crash and Burn! (Mesmobeat Records)
- 2001 : In The Nude! (Mesmobeat Records)
- 2007 : De-Classified (Solstice Music International)
- 2008 : Back to Earth (InterchillRecords)
- 2009 : *As Yet Untitled 20th Anniversary Album (Mesmobeat Records)
- 2015  : Dead Planet/Human Upgrade

### Singles
- 1991 : Inanna (Alien Records)
- 1991 : Monkey Man (Alien Records)
- 1993 : Lost In Time (Planet Dog Records)
- 1995 : Dionysiac (Mammoth Records)
- 1996 : Bony Incus (Planet Dog Records)
- 1997 : Hybrid (Planet Dog Records)
- 1997 : Hybrid Remixed (Planet Dog Records)
- 1997 : Interceptor (Planet Dog Records)
- 1997 : Interceptor Remixes (Planet Dog Records)
- 1998 : Contact... (Planet Dog Records)
- 1998 : Contact...Remixes (Planet Dog Records)
- 2000 : Mondo A Go-Go! (Memobeat Records)

### EP
- 1991 : The Alien (Alien Records)
- 1994 : Gulf Breeze Mixes (Planet Dog Record)
- 1995 : Epsylon (Planet Dog Records)